# Weisenau
Weisenau è un quartiere della città tedesca di Magonza.